# Karl Friedrich Strobel
Karl Friedrich Strobel (* 8. Februar 1836 in Owen; † 29. Juni 1897 in Stuttgart) war ein württembergischer Oberamtmann.

## Leben
Karl Friedrich Strobel begann nach dem Abitur in Stuttgart ein Studium der Regiminalwissenschaften in Tübingen, das er wegen Krankheit allerdings mehr als ein Jahr unterbrechen musste. Während seines Militärdienstes legte er 1860 die Erste und 1862 die Zweite Höhere Dienstprüfung ab. Von 1863 bis 1865 war er Assistent beim Oberamt Ellwangen und Aktuariatsverweser beim Oberamt Leonberg, wo er 1865 Oberamtsaktuar wurde. Von 1869 bis 1870 arbeitete er als Polizeikommissär und von 1870 bis 1874 als Sekretär der Stadtdirektion in Stuttgart.
Von 1874 bis 1882 trat er bei Oberamt Vaihingen seine erste Oberamtmannstelle an. Von 1882 bis 1885 war er Oberamtmann in Reutlingen und von 1885 bis 1896 Regierungsrat der Regierung des Jagstkreises in Ellwangen. Von 1890 bis 1896 war er dabei auch Vorsitzender der Landarmenbehörde im Jagstkreis.  1896 und 1897 war er Kollegialmitglied der Ministerialabteilung für das Hochbauwesen im Innenministerium in Stuttgart und Mitglied der Forstdirektion.

## Ehrungen
- 1883 Ritterkreuz Erster Klasse des Friedrichsordens
- 1891 Ritterkreuz des Ordens der württembergischen Krone
- 1892 Silberne Jubiläumsmedaille